# Kittens Reichert
Kittens Reichert (3 de marzo de 1910 – 11 de enero de 1990) fue una actriz infantil estadounidense, activa en la época del cine mudo.

## Biografía
Su verdadero nombre era Catherine Alma Reichert, y nació en Yonkers, Nueva York. Era conocida por el apodo "Kittens", el cual adoptó para su nombre artístico. Inició su carrera artística en 1914, haciendo papeles de reparto en filmes de las mayores estrellas de la época, tales como Theda Bara, Pauline Frederick y William Farnum. Su trayectoria finalizó en 1919, a los 9 años de edad, pues su familia no quería mudarse a California, estado a donde la industria del cine se había desplazado. Aun así, hizo una última actuación en 1926 en la cinta So's Your Old Man, protagonizada por W. C. Fields.
Kittens Reichert falleció en Louisville, Kentucky, en 1990, a los 79 años de edad. Había estado casada con Richard Plummer Lundy Sr., con el cual tuvo dos hijos.

## Filmografía
- The Sign of the Cross, de Frederick A. Thomson (1914)
- The Fairy and the Waif
- The Eternal City, de Edwin S. Porter y Hugh Ford (1915)
- A Mother's Confession
- The Master Hand, de Harley Knoles (1915)
- The Song of the Wage Slave
- Forbidden Fruit, de Ivan Abramson (1915)
- The Greater Will
- A Soldier's Oath, de Oscar C. Apfel (1915)
- The Immortal Flame
- The Fool's Revenge, de Will S. Davis (1916)
- Slander, de Will S. Davis (1916)
- The Great Problem
- The Eternal Sappho, de Bertram Bracken (1916)
- Sins of Men, de James Vincent (1916)
- Her Husband's Wife, de Ivan Abramson (1916)
- Ambition, de James Vincent (1916)
- Broken Fetters
- The Primitive Call, de Bertram Bracken (1917)
- The Scarlet Letter, de Carl Harbaugh (1917)
- The Tiger Woman, de George Bellamy y J. Gordon Edwards (1917)
- Her Secret, de Perry N. Vekroff (1917)
- Heart and Soul, de J. Gordon Edwards (1917)
- House of Cards, de Alice Guy (1917)
- The Peddler
- Every Girl's Dream, de Harry Millarde (1917)
- Les Misérables, de Frank Lloyd (1917)
- Unknown 274
- The Girl and the Judge, de John B. O'Brien (1918)
- The Spirit of Lafayette
- So's Your Old Man, de Gregory La Cava (1926)